# ال-۱۵ اسکوت
ال-۱۵ اسکوت (به انگلیسی: Boeing_L-15_Scout) یک هواگرد ملخ‌پیشین تک‌موتوره از نوع ارتباطی ساخت شرکت Boeing است. هواگرد ال-۱۵ اسکوت نخستین پروازش را در ۱۳ ژوئیه ۱۹۴۷ میلادی انجام داد. در مجموع، تعداد ۱۲ فروند از این هواگرد ساخته شده‌است.